# 约翰·福布斯·纳什
小约翰·福布斯·納許（英語：John Forbes Nash Jr.，1928年6月13日—2015年5月23日），常称约翰·納許（John Nash），美國數學家，前麻省理工學院摩爾榮譽講師，主要研究博弈論、微分幾何学和偏微分方程，晚年為普林斯頓大學的資深研究數學家。
1950年，納殊获得美国普林斯頓大學的博士学位，他在仅仅28页的博士论文中提出了一个重要概念，成為賽局論的重要突破。這個概念被稱為“納許均衡”，廣泛運用於經濟學、計算機科學、演化生物學、人工智慧、會計學、政策和軍事理論等方面。1994年，他和其他两位博弈論学家，约翰·海薩尼和萊因哈德·澤爾騰，共同獲得诺贝尔经济学奖。
纳什最重要的數學成就是在微分幾何和偏微分方程的領域，特別是黎曼流形等距嵌入到歐氏空間的一眾結果。因為在非線性偏微分方程上的貢獻，他与路易·尼伦伯格共同获得了2015年阿贝尔奖。幾何學家米哈伊爾·格羅莫夫評價納殊的工作：「他有巨大的分析（指數學分析）能力與幾何洞察力結合。......他的幾何工作，不論是他的結果、技術、用的想法，都與任何人原先預期的相反。......他在幾何學所做的，從我看來，比起他在經濟學所做的無可比擬地偉大得多，相差許多數量級。」
在1959年之後，由於出現精神上的症狀，他的研究生涯曾經中斷，在1959年及1961年兩度進入醫院療養，被診斷為精神分裂症 。納殊拒絕接受精神藥物治療，在1970年後，症狀逐漸好轉，因此再度回到學術研究工作。他這段時間的經歷，由西爾維亞·娜薩寫成傳記，並翻拍為電影《美麗境界》，使得他的事蹟廣為人知。

## 早年
納殊生於1928年6月13日、美國西維珍尼亞州布魯菲爾德市（Bluefield, West Virginia）。他的父親是阿巴拉契亞電力公司的工程師，他的母親生於瑪格麗特弗吉尼亞州馬丁，即維吉尼亞，結婚前是個中小學老師。雙親極力提供納許教育、提供書籍並允許他就讀高中時就去進修當地大學的高等數學課程。之後，他入读卡內基技術學院三年，他獲取了普林斯頓的獎學金並取得他的數學碩士學位。

## 研究生生活

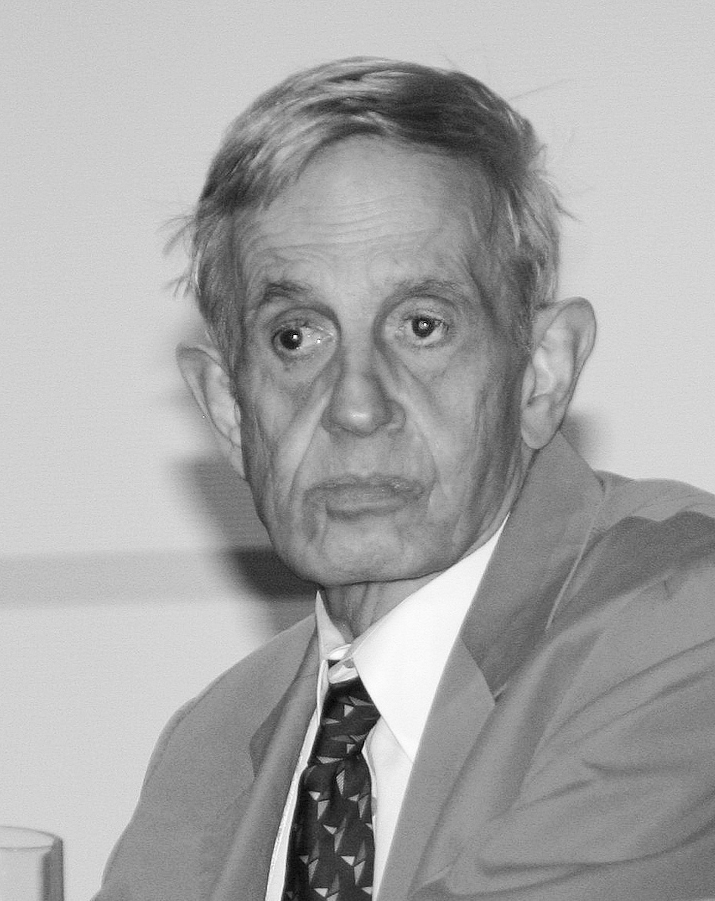
納殊於2006年的科隆大學博弈論研討會中

納殊的指導教授理查德·达芬寫了一封推薦信給普林斯顿大學，信中只有一句推荐语：「他是個數學天才」，哈佛大學接受了納什，但普林斯頓的數學系的所長所罗门·莱夫谢茨提供他John S. Kennedy獎學金，這足夠說服納什，也因普林斯顿距离家乡更近，以及哈佛大學對他的評價沒有那麼高。因此，他選擇了普林斯頓大學，在那里研究他的「均衡理論」。他在1950取得了博士學位，博士論文為「非合作的博弈」僅28頁的內容。這些論文是在他的指導教授阿尔伯特·W·塔克指導下所完成。在之後被稱為「纳什均衡」。這些研究的四篇主要論文分別是：
- 《Equilibrium Points in N-person Games》，Proceedings of the National Academy of Sciences 36 (36): 48–9, DOI:10.1073/pnas.36.1.48, PMC 1063129, PMID 16588946, MR0031701. Nash, JF (1950)
- 《The Bargaining Problem》, Econometrica (18): 155–62, 1950. MR0035977. Nash, JF (1950)
- 《Non-cooperative Games》, Annals of Mathematics 54 (54): 286–95, JSTOR 1969529
- 《Two-person Cooperative Games》, Econometrica (21): 128–40, 1953, MR0053471.Nash, J. (1951)

納什在實代數幾何也有突破性研究：他在數學領域的研究及纳什嵌入定理，這數個定理指出任何抽象的黎曼流形可以看成一個歐幾里得空間的子流形而保持距離不變。他也對非線性拋物偏微分方程和奇異點理論貢獻不斐。
纳什曾研究著名的希爾伯特第十九問題，即一类橢圓型偏微分方程的正则性问题。这个问题曾在世纪初得到初步证明，但距离完全证明还有差距。在1956年時，纳什在普林斯顿大学正式完成了他对第19问题的證明。然而，一位義大利數學家 Ennio de Giorgi 比他早兩個月發表此问题的证明，但運用了完全不同的方法，纳什因此深受打擊。由于兩人採取了不同方法來證明，這兩位數學家在1956年的夏天在紐約大學的庫朗數學院会见了彼此。后续，纳什和de Giorgi 的成果獲認为第十九问题的最终解。根據推測，如果只有其中一人解決該問題，該人就可能會因此獲得菲爾茲獎。这些事件也被西爾維亞·娜薩写进了关于纳什的个人传记《美丽心灵》中。
在2011年，國家安全局解密納殊在1950年代所寫的信封。在一封信中，他提出一個新的加密解密機器。信中顯示納殊预见了許多基於計算机复杂度的現代密碼學概念。

## 個人生活
1951年，納許至麻省理工學院數學系擔任講師，约一年后，在住院期间结识一位照顾他的护士Eleanor Stier，倆人誕下一子John David Stier，但當她告知納殊怀孕后，納殊离开了這對母子，納殊其后坦承抛弃女方乃因其社会地位低下。不久后，他遇見了Alicia Lopez-Harrison de Lardé，一位来自萨尔瓦多的物理系學生，並在1957年2月結婚。在1959年，她因納殊的精神分裂症而將他送醫治疗，他們的兒子John Charles Martin Nash隨後出生，但在出生後一年仍然沒有取名字，是因Alicia Nash覺得他丈夫應該有取名的發言權。納殊和妻子在1963年離婚，1970年納許出院，並住在de Lardé的家裡，儘管兩人離婚，但在納殊患病期間，Alicia仍全心照顧他，最後在2001年破鏡重圓。納殊長期居住在新澤西州的西溫莎小鎮。

### 辭世
納殊夫婦往挪威領了阿貝爾獎後，2015年5月23日回到美國紐瓦克國際機場。他們臨時改了航班，在下午二時抵達。由于比原定早了五小時，預訂的私人轎車未到。他們打電話到轎車公司，可是對方不為他們安排解決。於是，他們搭乘計程車回家，卻在紐澤西收費高速公路南行時發生意外。在下午四時半左右，入行僅兩週的司機塔里克·吉尔吉斯 (Tarek Girgis) 嘗試超車時失控，結果計程車撞上護欄。納殊夫婦都被拋出車外，當場不治身亡。
纳什不幸逝世后，世界各地的科学和大众媒体都刊登了他的讣告。《纽约时报》发表了一篇文章，其中引用了从媒体和其他出版来源收集的纳什语录，以表示对这位杰出数学家的纪念。这些语录包含了纳什对自己人生和成就的反思。

## 荣誉
- 1958年，納殊因其在数学领域的优异工作被美国《财富》杂志评为新一代天才数学家中最杰出的人物。
- 1994年，他和其他两位博弈论学家约翰·海萨尼和莱因哈德·泽尔腾共同获得了诺贝尔经济学奖。
- 1999年，美国数学协会授予他Leroy P Steele Prize。
- 2015年3月25日，挪威科学与文学院宣佈授予他阿贝尔奖；5月19日，他在挪威接受阿貝爾獎。[20]

## 六貫棋
1942年12月26日，丹麥數學家皮亚特·海恩在丹麥報紙《Politiken》上的一篇文章裏發表了六貫棋，當時稱其為Polygon。1948年，納殊重新獨立發明了它。

## 流行文化
2001年上映的美国影片《美丽心灵》是基於西爾維亞·娜薩為納殊寫的同名傳記而改編與拍摄的。该影片获得了包括最佳影片奖在内的四项奧斯卡金像獎，不過納殊本人表示電影情節和他的真實人生並不一致。

## 参看
- 纳什均衡
- 博弈理论
- 纳什嵌入定理